# Championnat de Namibie de football 2006-2007
Navigation
Édition précédente Édition suivante
La saison 2006-2007 du Championnat de Namibie de football est la quinzième édition de la Premier League, le championnat de première division national namibien. Les équipes engagées sont regroupées au sein d'une poule unique où elles affrontent deux fois leurs adversaires, à domicile et à l'extérieur. En fin de saison, les deux derniers du classement sont relégués et remplacés par les deux meilleurs clubs de deuxième division.
C'est le double tenant du titre, le Civics FC, qui remporte à nouveau la compétition cette saison après avoir terminé en tête du classement, avec dix points d'avance sur Oshakati City FC et douze sur Ramblers FC. C'est le troisième titre de champion de Namibie de l'histoire du club.

## Participants
- Ramblers FC
- Friends FC - Promu de D2
- SK Windhoek
- Eleven Arrows FC
- African Stars FC
- Civics FC
- Blue Waters FC
- Oshakati City FC
- Tigers FC
- Black Africa FC
- Orlando Pirates Windhoek
- Golden Bees FC - Promu de D2

## Compétition

### Classement
Le classement est établi sur le barème de points classique : victoire à 3 points, match nul à 1, défaite à 0.
| Rang | Équipe                   | Pts | J  | G  | N | P  | Bp | Bc | Diff |
| ---- | ------------------------ | --- | -- | -- | - | -- | -- | -- | ---- |
| 1    | Civics FCT               | 50  | 22 | 15 | 5 | 2  | 53 | 11 | +42  |
| 2    | Oshakati City FC         | 40  | 22 | 12 | 4 | 6  | 37 | 25 | +12  |
| 3    | Ramblers FC              | 38  | 22 | 10 | 8 | 4  | 33 | 24 | +9   |
| 4    | SK Windhoek              | 31  | 22 | 8  | 7 | 7  | 24 | 22 | +2   |
| 5    | Eleven Arrows FC         | 30  | 22 | 9  | 3 | 10 | 38 | 33 | +5   |
| 6    | African Stars FCC        | 29  | 22 | 8  | 5 | 9  | 24 | 17 | +7   |
| 7    | Orlando Pirates Windhoek | 29  | 22 | 9  | 2 | 11 | 25 | 30 | -5   |
| 8    | Black Africa FC          | 27  | 22 | 8  | 3 | 11 | 23 | 31 | -8   |
| 9    | Tigers FC                | 27  | 22 | 7  | 6 | 9  | 25 | 37 | -12  |
| 10   | Blue Waters FC           | 25  | 22 | 6  | 7 | 9  | 27 | 34 | -7   |
| 11   | Friends FCP              | 20  | 22 | 5  | 5 | 12 | 26 | 58 | -32  |
| 12   | Golden Bees FCP          | 19  | 22 | 4  | 7 | 11 | 29 | 42 | -13  |

|  | Champion de Namibie 2006-2007                                                           |
|  | Relégation directe en deuxième division                                                 |
|  | T : Tenant du titre C : Vainqueur de la Coupe de Namibie P : Promu de deuxième division |

## Bilan de la saison
| Championnat de Namibie de football 2006-2007                        |                      |
| Champion                                                            | Civics FC (3e titre) |
| Coupes et trophées                                                  |                      |
| Vainqueur de la Coupe de Namibie 2006-2007                          | African Stars FC     |
| Qualifications continentales                                        |                      |
| Ligue des champions de la CAF 2008                                  | Aucun                |
| Coupe de la confédération 2008                                      | Aucun                |
| Promotions et relégations                                           |                      |
| Promus en Championnat de Namibie de football                        | Fedics United        |
| Promus en Championnat de Namibie de football                        | Mighty Gunners FC    |
| Relégués en Championnat de Namibie de football de deuxième division | Golden Bees FC       |
| Relégués en Championnat de Namibie de football de deuxième division | Friends FC           |